# Великий Мічкас
Великий Мічка́с (рос. Большой Мичкас) — село у складі Нижньоломовського району Пензенської області, Росія.
Населення — 658 осіб (2010; 808 у 2002).
Національний склад станом на 2002 рік:
- росіяни — 97 %